# Liste de censeurs romains
Cette liste de censeurs romains regroupe les noms des censeurs qui nous sont parvenus. Ce sont des magistrats chargés de la censura. Ils gèrent le census, le registre enregistrant les citoyens romains et leurs possessions. Ils sont toujours au nombre de deux.
Pour un article plus général, voir Censeur romain.

## Liste non exhaustive de censeurs romains

### Vesiècleav. J.-C.
Les premiers censeurs entrent en fonction en 443 av. J.-C. et prennent en charge la conduite du cens, fonction auparavant dévolue aux consuls. Ce transfert de fonction a pour but d'alléger les missions des consuls afin qu'ils puissent davantage se concentrer sur les opérations militaires. Au départ, la durée du mandat d'un censeur est fixée à cinq années, mais en 434 av. J.-C., le dictateur Mamercus Aemilius Mamercinus réduit la durée du mandat à une année et demie,,.
| An  | Censeurs (• : patriciens et • : plébéiens) | Censeurs (• : patriciens et • : plébéiens) |       |
| 443 | Lucius Papirius Mugillanus •               | Lucius Sempronius Atratinus •              | [ 3 ] |
| 435 | Caius Furius Pacilus Fusus •               | Marcus Geganius Macerinus •                | [ 4 ] |
| 430 | Lucius Papirius •                          | Publius Pinarius •                         | [ 5 ] |
| 418 | Lucius Papirius Mugillanus •               | ?                                          | [ 6 ] |
| 403 | Marcus Furius Camillus •                   | Marcus Postumius Albinus Regillensis •     | [ 7 ] |
|     |                                            |                                            |       |

### IVesiècleav. J.-C.
En 393 av. J.-C., un des deux censeurs meurt au cours de son mandat et est remplacé par un censeur suffect. La prise de Rome durant leur lustrum conduit à la création d'une nouvelle règle qui veut que dorénavant, si un censeur meurt, l'autre doit abdiquer,. Le premier censeur d'origine plébéienne est élu en 351 mais il faut attendre 339 av. J.-C. et la lex Publilia pour qu’un des deux censeurs soit obligatoirement plébéien. En 312 av. J.-C., Appius Claudius Caecus est élu censeur sans avoir été consul auparavant.
| An  | Censeurs (• : patriciens et • : plébéiens)                        | Censeurs (• : patriciens et • : plébéiens)                |        |
| 393 | Caius Iulius Iullus* • Suffect : *Marcus Cornelius Maluginensis • | Lucius Papirius Cursor •                                  | [ 8 ]  |
| 389 | Lucius Papirius Mugillanus (?) •                                  | Marcus Furius Fusus (?) •                                 | ,      |
| 380 | Spurius Postumius Albinus Regillensis •                           | Caius Sulpicius Camerinus •                               | [ 10 ] |
| 378 | Quintus Cloelius Siculus •                                        | Spurius Servilius Priscus •                               | ,      |
| 366 | Postumius Regillensis Albinus •                                   | Caius Sulpicius Peticus •                                 | ,      |
| 363 | Marcus Fabius Ambustus •                                          | Lucius Furius Medullinus •                                | ,      |
| 351 | Cnaeus Manlius Capitolinus Imperiosus •                           | Caius Marcius Rutilus •                                   | [ 14 ] |
| 340 | Lucius Cornelius Scipio (ru) •                                    | Publius Cornelius Scipio •                                | ,      |
| 332 | Spurius Postumius Albinus Caudinus •                              | Quintus Publilius Philo •                                 | [ 16 ] |
| 319 | Caius Sulpicius Longus •                                          | ? •                                                       | ,      |
| 318 | Lucius Papirius Crassus •                                         | Caius Maenius •                                           | [ 18 ] |
| 312 | Appius Claudius Caecus •                                          | Caius Plautius Venox • Abdique avant la fin de son mandat | [ 19 ] |
| 307 | Marcus Valerius Maximus Corvinus •                                | Caius Iunius Bubulcus Brutus •                            | [ 20 ] |
| 304 | Quintus Fabius Maximus Rullianus •                                | Publius Decius Mus •                                      | [ 21 ] |
|     |                                                                   |                                                           |        |

### IIIesiècleav. J.-C.
En 294 et 265, Caius Marcius Rutilus Censorinus est élu censeur. Il s'agit du seul exemple où la même personne est élue à la censure deux fois. Rutilus fait lui-même en sorte que cela ne puisse se reproduire en promulguant une loi empêchant qu'un censeur puisse être réélu,,. En 280, c'est la première fois que le lustrum est achevé par un censeur plébéien.
| An      | Censeurs (• : patriciens et • : plébéiens)           | Censeurs (• : patriciens et • : plébéiens)                                  |        |
| 300     | Publius Sulpicius Saverrio •                         | Publius Sempronius Sophus •                                                 | ,      |
| 294     | Publius Cornelius Arvina •                           | Caius Marcius Rutilus Censorinus • I                                        | [ 25 ] |
| 289 (?) | Quintus Fabius Maximus Gurges •                      | Spurius Carvilius Maximus • I                                               | ,      |
| 283     | ?                                                    | Quintus Caedicius Noctua • Abdique avant la fin de son mandat               | [ 27 ] |
| 280     | Lucius Cornelius Scipio Barbatus • ?                 | Cnaeus Domitius Calvinus Maximus •                                          | ,      |
| 275     | Quintus Aemilius Papus •                             | Caius Fabricius Luscinus •                                                  | [ 28 ] |
| 272     | Lucius Papirius Praetextatus •                       | Manius Curius Dentatus •                                                    | [ 29 ] |
| 269     | Lucius Aemilius Barbula •                            | Quintus Marcius Philippus •                                                 | [ 30 ] |
| 265     | Cnaeus Cornelius Blasio •                            | Caius Marcius Rutilus Censorinus • II                                       | [ 22 ] |
| 258     | Lucius Cornelius Scipio •                            | Caius Duillius •                                                            | [ 31 ] |
| 253     | Lucius Postumius Megellus • Meurt durant son mandat  | Decimus Iunius Pera • Abdique après la mort de son collègue                 | [ 32 ] |
| 252     | Manius Valerius Maximus Messalla •                   | Publius Sempronius Sophus •                                                 | [ 33 ] |
| 247     | Aulus Manlius Torquatus Atticus •                    | Aulus Atilius Caiatinus •                                                   | [ 34 ] |
| 241     | Marcus Fabius Buteo •                                | Caius Aurelius Cotta •                                                      | [ 35 ] |
| 236     | Lucius Cornelius Lentulus Caudinus •                 | Quintus Lutatius Cerco • Meurt au cours de son mandat                       | [ 36 ] |
| 234     | Aulus Postumius Albinus •                            | Caius Atilius Bulbus •                                                      | [ 37 ] |
| 231     | Titus Manlius Torquatus •Abdiquent à cause d'un      | Quintus Fulvius Flaccus •défaut dans leur élection                          | [ 38 ] |
| 230     | Quintus Fabius Maximus Verrucosus •                  | Marcus Sempronius Tuditanus •                                               | [ 39 ] |
| 225     | Caius Claudius Centho •                              | Marcus Iunius Pera •                                                        | [ 40 ] |
| 220     | Lucius Aemilius Papus •                              | Caius Flaminius •                                                           | [ 41 ] |
| 214     | Publius Furius Philus • Meurt au cours de son mandat | Marcus Atilius Regulus • Contraint d'abdiquer après la mort de son collègue | [ 42 ] |
| 210     | Lucius Veturius Philo • Meurt au cours de son mandat | Publius Licinius Crassus Dives • Abdique après la mort de son collègue      | [ 43 ] |
| 209     | Marcus Cornelius Cethegus •                          | Publius Sempronius Tuditanus •                                              | [ 44 ] |
| 204     | Caius Claudius Nero •                                | Marcus Livius Salinator •                                                   | [ 45 ] |
|         |                                                      |                                                                             |        |

### IIesiècleav. J.-C.
En 131 av. J.-C., les deux censeurs sont pour la première fois des plébéiens, ce qui se reproduit en 120, 115 et 102 av. J.-C.. En 109 av. J.-C., le censeur Marcus Livius Drusus meurt un an après son élection. Son collègue Marcus Aemilius Scaurus refuse dans un premier temps d'abdiquer mais y est contraint par les tribuns de la plèbe qui le menacent d'emprisonnement. De nouvelles élections sont organisées en 108 av. J.-C.
| An  | Censeurs (• : patriciens et • : plébéiens)                                   | Censeurs (• : patriciens et • : plébéiens)          |        |
| 199 | Publius Cornelius Scipio Africanus •                                         | Publius Aelius Paetus •                             | [ 47 ] |
| 194 | Caius Cornelius Cethegus •                                                   | Sextus Aelius Paetus Catus •                        | [ 48 ] |
| 189 | Marcus Claudius Marcellus •                                                  | Titus Quinctius Flamininus •                        | [ 49 ] |
| 184 | Lucius Valerius Flaccus •                                                    | Marcus Porcius Cato •                               | [ 50 ] |
| 179 | Marcus Aemilius Lepidus •                                                    | Marcus Fulvius Nobilior •                           | [ 51 ] |
| 174 | Aulus Postumius Albinus Luscus •                                             | Quintus Fulvius Flaccus •                           | [ 52 ] |
| 169 | Caius Claudius Pulcher •                                                     | Tiberius Sempronius Gracchus •                      | ,      |
| 164 | Lucius Aemilius Paullus •                                                    | Quintus Marcius Philippus •                         | [ 54 ] |
| 159 | Publius Cornelius Scipio Nasica Corculum •                                   | Marcus Popillius Laenas •                           | [ 55 ] |
| 154 | Marcus Valerius Messalla •                                                   | Caius Cassius Longinus •                            | [ 56 ] |
| 147 | Lucius Cornelius Lentulus Lupus •                                            | Lucius Marcius Censorinus •                         | [ 57 ] |
| 142 | Publius Cornelius Scipio Africanus Aemilianus •                              | Lucius Mummius Achaicus •                           | [ 58 ] |
| 136 | Appius Claudius Pulcher •                                                    | Quintus Fulvius Nobilior •                          | [ 59 ] |
| 131 | Quintus Caecilius Metellus Macedonicus •                                     | Quintus Pompeius •                                  | [ 60 ] |
| 125 | Cnaeus Servilius Caepio •                                                    | Lucius Cassius Longinus Ravilla •                   | [ 61 ] |
| 120 | Quintus Caecilius Metellus Baliaricus •                                      | Lucius Calpurnius Piso Frugi •                      | [ 62 ] |
| 115 | Lucius Caecilius Metellus Diadematus •                                       | Cnaeus Domitius Ahenobarbus •                       | [ 63 ] |
| 109 | Marcus Aemilius Scaurus • Contraint d'abdiquer après la mort de son collègue | Marcus Livius Drusus • Meurt au cours de son mandat | [ 46 ] |
| 108 | Quintus Fabius Maximus Eburnus • ?                                           | Caius Licinius Geta •                               | ,      |
| 102 | Caius Caecilius Metellus Caprarius •                                         | Quintus Caecilius Metellus Numidicus •              | [ 65 ] |
|     |                                                                              |                                                     |        |

### Iersiècleav. J.-C.
Durant les dictatures de Sylla et Jules César, respectivement de 82 à 79 et de 45 à 44 av. J.-C., aucun censeur n'est désigné, les dictateurs recueillant les pouvoirs de la censure. Vers la fin du Ier siècle av. J.-C., l'empereur Auguste instaure une préfecture des mœurs (Praefectura morum) qui prend en charge la mission jusqu'à présent dévolue aux censeurs.
| An         | Censeurs (• : patriciens et • : plébéiens)                      | Censeurs (• : patriciens et • : plébéiens)                      |  |
| 97         | Lucius Valerius Flaccus •                                       | Marcus Antonius Orator •                                        |  |
| 92         | Gnaeus Domitius Ahenobarbus •                                   | Lucius Licinius Crassus •                                       |  |
| 89         | Lucius Julius Caesar •                                          | Publius Licinius Crassus Dives •                                |  |
| 86         | Lucius Marcius Philippus •                                      | Marcus Perperna •                                               |  |
| De 82 à 81 | Lucius Cornelius Sulla • Aucun collège de censeurs n'est nommé  | Lucius Cornelius Sulla • Aucun collège de censeurs n'est nommé  |  |
| 70         | Cnaeus Cornelius Lentulus Clodianus •Rétablissement             | Lucius Gellius Publicola •de la censure                         |  |
| 65         | Marcus Licinius Crassus Dives •                                 | Quintus Lutatius Catulus Caesar •                               |  |
| 64         | Lucius Manlius Torquatus • ?                                    | Lucius Aurelius Cotta •                                         |  |
| 61         | Lucius Julius Caesar •                                          | Caius Scribonius Curio • ?                                      |  |
| 55         | Marcus Valerius Messalla Niger •                                | Publius Servilius Vatia Isauricus •                             |  |
| 50         | Appius Claudius Pulcher •                                       | Lucius Calpurnius Piso Caesoninus •                             |  |
| De 45 à 44 | Caius Julius Caesar •Aucun collège de censeurs n'est nommé      | Caius Julius Caesar •Aucun collège de censeurs n'est nommé      |  |
| 42         | Publius Sulpicius Quirinus •                                    | Caius Antonius Hybrida •                                        |  |
| 28         | Imperator Caesar Augustus • I                                   | Marcus Vipsanius Agrippa •                                      |  |
| 22         | Aemilius Lepidus Paullus •                                      | Lucius Munatius Plancus •                                       |  |
| 8          | Imperator Caesar Augustus • II Création de la Praefectura Morum | Imperator Caesar Augustus • II Création de la Praefectura Morum |  |
|            |                                                                 |                                                                 |  |

### Iersiècleap. J.-C.
Certains empereurs prennent parfois encore le nom de censeur pour opérer un recensement des Romains, comme c’est le cas pour Claude, qui nomme Vitellius comme collègue, et pour Vespasien, qui prend comme collègue son fils Titus.
| An | Censeurs (• : patriciens et • : plébéiens) | Censeurs (• : patriciens et • : plébéiens) |
| 14 | Imperator Caesar Augustus • III            | Tiberius Iulius Caesar •                   |
| 48 | Tiberius Claudius Caesar Augustus •        | Aulus Vitellius •                          |
| 73 | Imperator Caesar Vespasianus Augustus •    | Imperator Titus Caesar Vespasianus •       |